# 趙惟一
趙惟一，明朝政治人物。
洪武十一年，接替謝德清，擔任南直隶常州府宜興縣知縣，后。由周賓接任知縣。